# Meester van de spraakzame handen

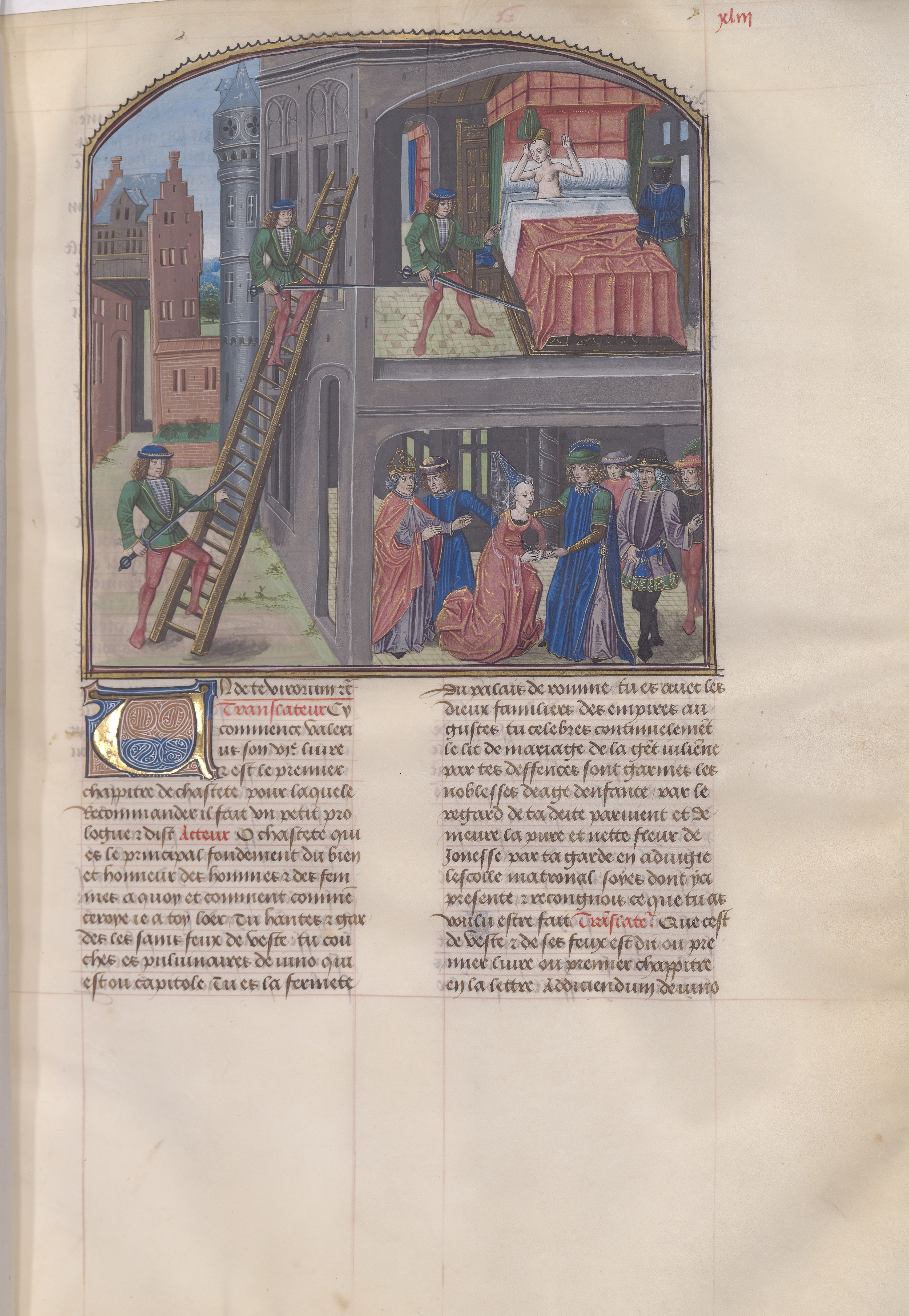
De verkrachting en zelfmoord van Lucretia, Facta et dicta memorabilia van Valerius Maximus, Bibliothèque de l'Arsenal ms. 5195.

De Meester van de spraakzame handen is de noodnaam die door Pascal Schandel werd voorgesteld en voor het eerst gebruikt door Hanno Wijsman in 2006, voor een miniaturist die werkzaam was in Brugge tussen 1470 en 1480.

## Naamgeving
Zijn naam verwijst naar een zeer karakteristiek element in zijn miniaturen: de handen van alle afgebeelde personages lijken constant in beweging te zijn. Vijf werken van de meester werden al in 1990 door Otto Pächt en Dagmar Thoss gegroepeerd onder de noemer 'omgeving van Loyset Liédet' en er werden nog negen werken aan de lijst toegevoegd door Hanno Wijsman naar aanleiding van de studie van een van de kernwerken van de meester, de Livre des Faits de Jacques de Lalaing. Latere studies in 2008 en 2010 leidden tot een totaal oeuvre van ruim vijftig werken.
In enkele gevallen werkte de meester alleen aan de verluchting van een handschrift maar meestal maakte hij deel uit van een groep van miniaturisten die samen aan een handschrift werkten. De 'belangrijke' meesters van de groep zorgden dan voor de frontispice en de Meester van de spraakzame handen voor de kleinere miniaturen in de tekst. Een voorbeeld daarvan is de Alexanderroman van Quintus Curtius Rufus in een Franse vertaling van Vasco de Lucena, waarin de Meester van de kroniek van Engeland de frontispice en drie andere grote miniaturen maakte en de Meester van de spraakzame handen nagenoeg alle overige verluchting van het handschrift verzorgde.

## Stijlkenmerken
Naast de bijzondere weergave van de handen is de meester te herkennen aan de gezichten van de personages die eerder karikaturaal aandoen met sterk gewelfde wenkbrauwen en een kuiltje onder de onderlip. De plooien aan de onderkant van de gewaden zijn in scherpe hoeken gebroken en de mannelijke figuren met korte kleding hebben stevige dijen en ronde kuiten. De composities van de Meester van de spraakzame handen zijn sterk beïnvloed door Loyset Liédet. Hij schilderde graag stadszichten in de achtergrond, maar zijn interieurs zijn veeleer kaal, dit dan weer in tegenstelling tot Liédet. Zijn landschappen blijven zeer schematisch en hebben weinig structuur.

## Werken
Hierbij een greep uit de werken toegeschreven aan deze meester.
- Facta et dicta memorabilia van Valerius Maximus, vertaald in het Frans door Simon de Hesdin en Nicolas de Gonesse, volume 2, Parijs, Bibliothèque de l'Arsenal ms. 5195.
- Livre des faits du bon chevalier messire Jacques de Lalaing, van Jean Le Fèvre de Saint-Remy, Parijs, Bibliothèque nationale de France, ms. 16830. De frontispice is van de Meester met de witte inscripties, de zeventien andere (kleine) miniaturen zijn van de Meester van de spraakzame handen.
- Débat de félicité van Charles Soillot, Parijs, Bibliothèque nationale de France, ms. fr. 1154.
- Traité des monnaies, vertaling uit het Latijn van Nicolaas van Oresme, Parijs, Bibliothèque nationale de France, ms. fr. 5913.
- Le Siège de Rhodes, vertaling uit het Latijn van Guillaume Caoursin, Parijs, Bibliothèque nationale de France, ms. fr. 5646.
- Les Droits d'armes de noblesse, gemaakt voor Lodewijk van Gruuthuse, Parijs, Bibliothèque nationale de France, ms. fr. 1280, volledig verlucht door de meester[5].
- Chroniques van Jean Froissart Vol. 2, Londen, British Library, ms. Royal 18 E I.
- Chroniques van Jean Froissart Vol. 4, Londen, British Library, ms. Royal 18 E II.
- De amicitia van Cicero in het Frans vertaald door Laurent de Premierfait, Österreichische Nationalbibliothek, ms. 2550.
- Evangiles des quenouilles (Folia 1-19 van een verzamelhandschrift), Chantilly, Bibliothèque du Château (Musée Condé), ms. 0654 (1572).
- Livre des faits du grand Alexandre van Vasque de Lucène, Bibliothèque du Château (Musée Condé), ms. 0755 (0467).
- Le Livre de Chasse van Gaston Phébus, Genève, Bibliothèque de Genève, Ms. fr. 169.
- Fleur des histoires van Jean Mansel, Kopenhagen, Det Kongelige Bibliotek, Thott 0568 f°

## Weblinks
- Facta et dicta memorabilia raadplegen online op Gallica.
- Chroniques van Jean Froissart Vol. 2 online bekijken op de website van de British Library.
- Chroniques van Jean Froissart Vol. 4 online bekijken op de website van de British Library